# Champagnac-la-Noaille
Champagnac-la-Noaille är en kommun i departementet Corrèze i regionen Nouvelle-Aquitaine i de centrala delarna av Frankrike. Kommunen ligger  i kantonen Égletons som tillhör arrondissementet Tulle. År 2022 hade Champagnac-la-Noaille 230 invånare.

## Befolkningsutveckling
Antalet invånare i kommunen Champagnac-la-Noaille
Referens:INSEE